# División de Honor de Hockey Hierba
De División de Honor de Hockey Hierba is de hoogste klasse van veldhockey in Spanje. De competitie is opgericht in 1957 en wordt ondersteund door de Real Federación Española de Hockey (Spaanse hockeybond). Sinds 1986 strijden ook de vrouwen in eenzelfde soort competitie om de landstitel.

## Kampioenen
| jaar    | mannen                | vrouwen           |
| ------- | --------------------- | ----------------- |
| 2011    | Atlètic Terrassa      | Club de Campo     |
| 2010    | Atlètic Terrassa      | Club de Campo     |
| 2009    | Atlètic Terrassa      | Club de Campo     |
| 2008    | Réal Club de Polo     | CD Terrassa       |
| 2007    | Atlètic Terrassa      | Club de Campo     |
| 2006    | Atlètic Terrassa      | Réal Club de Polo |
| 2005    | Atlètic Terrassa      | CD Terrassa       |
| 2004    | Atlètic Terrassa      | Club de Campo     |
| 2003    | Réal Club de Polo     | Réal Club de Polo |
| 2002    | Réal Club de Polo     | CD Terrassa       |
| 2001    | Club Egara            | CD Terrassa       |
| 2000    | Club Egara            | CD Terrassa       |
| 1999    | Club Egara            | Real Sociedad     |
| 1998    | Club Egara            | Real Sociedad     |
| 1997    | Atlètic Terrassa      | Real Sociedad     |
| 1996    | Club Egara            | Valdeluz          |
| 1995    | Atlètic Terrassa      | Club de Campo     |
| 1994    | Atlètic Terrassa      | Real Sociedad     |
| 1993    | Club Egara            | Real Sociedad     |
| 1992    | Club Egara            | Club de Campo     |
| 1991    | Atlètic Terrassa      | Club de Campo     |
| 1990    | Atlètic Terrassa      | Club de Campo     |
| 1989    | Atlètic Terrassa      | Club de Campo     |
| 1988    | Atlètic Terrassa      | Club de Campo     |
| 1987    | Atlètic Terrassa      | Club de Campo     |
| 1986    | Atlètic Terrassa      | Real Sociedad     |
| 1985    | Atlètic Terrassa      |                   |
| 1984    | Atlètic Terrassa      |                   |
| 1983    | Atlètic Terrassa      |                   |
| 1982    | Réal Club de Polo     |                   |
| 1981    | Réal Club de Polo     |                   |
| 1980    | Réal Club de Polo     |                   |
| 1979    | Club Egara            |                   |
| 1978    | Réal Club de Polo     |                   |
| 1977    | Réal Club de Polo     |                   |
| 1976    | CD Terrassa           |                   |
| 1975    | Club Egara            |                   |
| 1974    | Club Egara            |                   |
| 1973    | Club Egara            |                   |
| 1972    | Club Egara            |                   |
| 1971    | Club Egara            |                   |
| 1970    | Réal Club de Polo     |                   |
| 1961-70 | niet gehouden         |                   |
| 1960    | Gaviria San Sebastián |                   |
| 1959    | Réal Club de Polo     |                   |
| 1958    | Réal Club de Polo     |                   |

## Titels per team
Mannen
- 17 titels: Atlètic Terrassa
- 13 titels: Club Egara
- 10 titels: Réal Club de Polo
- 1 titel: CD Terrassa en Gaviria San Sebastián

Vrouwen
- 10 titels: Club de Campo
- 6 titels: Real Sociedad
- 5 titels: CD Terrassa
- 2 titels: Réal Club de Polo
- 1 titel: Valdeluz